# کونوریوم
کونوریوم (انگلیسی: Converium) شرکت بیمه سوئیسی است، که در سال ۱۹۹۵ تأسیس شد.